# Elacatinus macrodon
Elacatinus macrodon är en fiskart som först beskrevs av Charles William Beebe och Tee-van 1928.  Elacatinus macrodon ingår i släktet Elacatinus och familjen smörbultsfiskar. Inga underarter finns listade i Catalogue of Life.